# تونی کالیو
تونی کالیو (فنلاندی: Toni Kallio؛ زادهٔ ۹ اوت ۱۹۷۸) بازیکن فوتبال اهل فنلاند بود.
از باشگاه‌هایی که در آن بازی کرده‌است می‌توان به باشگاه فوتبال اینتر تورکو، باشگاه فوتبال هلسینکی، باشگاه فوتبال مولده، باشگاه فوتبال فولام، باشگاه فوتبال موانگتونگ یونایتد، باشگاه فوتبال شفیلد یونایتد، باشگاه فوتبال ایلوس، باشگاه فوتبال وایکینگ، و باشگاه ورزشی یانگ بویز برن اشاره کرد.
وی همچنین در تیم‌های ملی فوتبال زیر ۲۱ سال فنلاند، و فنلاند بازی کرده‌است.